# Denis Glavina
Denis Glavina (Čakovec, 3. ožujka 1986.) hrvatski je nogometaš. Trenutačno igra za NK Varaždin. Stariji je brat hrvatskog nogometaša Dominika Glavine (Varteks, Slaven Belupo, Beitar Jeruzalem) i sin Robija Glavine, također vrsnog nogometaša i poslije trenera.

## Klupska karijera
Glavina je prodan Dinamu Kijev iz zagrebačkog Dinama u siječnju 2004., ali za Dynamo nikada nije nastupio u ligaškom dvoboju. Sezone 2006./2007. i 2007./2008. proveo je na posudbi u Dnjipru Dnjipropetrovsk, odnosno Vorskla Poltavi, nakon čega potpisuje ugovor s Vorsklom u lipnju 2008. Nakon neuspješnog afirmiranja u Ukrajini, Dinamo Zagreb objavljuje da je dogovorio njegovu jednogodišnju posudbu za sezonu 2009./2010.

## Vanjske poveznice
- Profil, Hrvatski nogometni savez